# Zoltán Kósz
Zoltán Kósz (* 26. November 1967 in Budapest) ist ein ehemaliger ungarischer Wasserballtorwart. Er war mit der ungarischen Nationalmannschaft Olympiasieger 2000, Weltmeisterschaftszweiter 1998 und Europameister 1997 sowie 1999.

## Karriere
Der 1,92 Meter große Kósz spielte ab 1984 bis 1997 bei Vasas Budapest und war mit diesem Verein 1989 ungarischer Meister. Nach einem Jahr bei HAVK Mladost Zagreb spielte Kósz von 1998 bis 2001 bei Ferencváros und gewann 2000 seinen zweiten ungarischen Meistertitel. Nach drei Jahren bei Vasas beendete Kósz seine Karriere bei Pécsi VSK.
Kósz nahm 1988 als zweiter Torwart hinter Péter Kuna an den Olympischen Spielen in Seoul teil, wobei beide in allen sieben Spielen zum Einsatz kamen. Die ungarische Mannschaft belegte in ihrer Vorrundengruppe den vierten Platz, in den Platzierungsspielen erreichten sie den fünften Rang in der Gesamtwertung. Vier Jahre später bei den Olympischen Spielen 1992 war Gábor Nemes zweiter Torhüter neben Péter Kuna. Kósz gewann seine erste internationale Medaille mit dem Nationalteam bei der Europameisterschaft 1995 in Wien mit Silber hinter der italienischen Mannschaft. 1996 bei den Olympischen Spielen in Atlanta war Zoltán Kósz Stammtorwart und wurde gelegentlich von Péter Kuna abgelöst. Die Ungarn gewannen ihre Vorrundengruppe und setzten sich im Viertelfinale gegen die Griechen durch. Nach einer 6:7-Niederlage gegen die Spanier im Halbfinale verloren die Ungarn das Spiel um den dritten Platz nach Verlängerung mit 18:20 gegen die Italiener.
In den folgenden Jahren kehrte die ungarische Nationalmannschaft unter Trainer Dénes Kemény und mit Zoltán Kósz im Tor zurück in die absolute Weltspitze. Bei der Europameisterschaft 1997 in Sevilla siegten die Ungarn vor den Jugoslawen, die eigentlich nur Serbien und Montenegro vertraten, und den Russen. 1998 bei der Weltmeisterschaft in Perth erreichten die Ungarn mit einem Sieg über die australischen Gastgeber das Finale und unterlagen dort den Spaniern mit 4:6. 1999 bei der Europameisterschaft in Florenz siegten die Ungarn vor den Kroaten und den Italienern. Bei den Olympischen Spielen 2000 in Sydney war Zoltán Kósz Stammtorhüter vor dem zehn Jahre jüngeren Zoltán Szécsi. Die Ungarn belegten in ihrer Vorrundengruppe nur den dritten Platz hinter der Mannschaft aus Jugoslawien und den Kroaten. Im Viertelfinale gewannen die Ungarn mit 8:5 gegen Italien und im Halbfinale mit 8:7 gegen Jugoslawien. Im Finale gegen die Russen siegten die Ungarn mit 13:6. Kósz gewann 2001 noch eine Bronzemedaille bei der Europameisterschaft in Budapest hinter Jugoslawien und Italien. Nach fünf Jahren Pause kehrte Kósz 2006 noch einmal vertretungsweise zurück in die Nationalmannschaft.
Nach seiner aktiven Laufbahn wurde Kósz Wasserballtrainer.